# Puchar Ministra Obrony Narodowej
La Puchar Ministra Obrony Narodowej (it. Coppa del Ministro della Difesa Nazionale) è una corsa in linea maschile di ciclismo su strada che si svolge ogni agosto in Polonia. Riservata ai dilettanti dal 1958 al 2002, dal 2003 è aperta anche ai professionisti e dal 2005 fa parte del calendario dell'UCI Europe Tour come prova di classe 1.2.

## Albo d'oro
Aggiornato all'edizione 2025.
| Anno      | Vincitore              | Secondo               | Terzo                 |
| --------- | ---------------------- | --------------------- | --------------------- |
| 1958      | Adam Wiśniewski        |                       |                       |
| 1959      | Janusz Paradowski      |                       |                       |
| 1960      | Jan Chtiej             |                       |                       |
| 1961      | Franciszek Kosela      |                       |                       |
| 1962      | Tadeusz Zadrożny       |                       |                       |
| 1963      | Zygfryd Widera         |                       |                       |
| 1964      | Ryszard Szałapski      |                       |                       |
| 1965      | Tadeusz Zadrożny       |                       |                       |
| 1966      | Zygmunt Hanusik        |                       |                       |
| 1967      | Daniel Gráč            |                       |                       |
| 1968      | Stanisław Demel        |                       |                       |
| 1969      | Tadeusz Szpak          |                       |                       |
| 1970      | Zygmunt Hanusik        |                       |                       |
| 1971      | Zenon Czechowski       |                       |                       |
| 1972      | Stanisław Szozda       |                       |                       |
| 1973      | Michal Klasa           |                       |                       |
| 1974      | Vytautas Galinauskas   |                       |                       |
| 1975      | Aleksandr Averin       |                       |                       |
| 1976      | Tadeusz Mytnik         |                       |                       |
| 1977      | Ryszard Szurkowski     |                       |                       |
| 1978      | Lechosław Michalak     |                       |                       |
| 1979      | Lechosław Michalak     |                       |                       |
| 1980      | Ryszard Szurkowski     |                       |                       |
| 1981      | Adam Zagajewski        |                       |                       |
| 1982      | Zbigniew Szczepkowski  |                       |                       |
| 1983      | Zbigniew Szczepkowski  |                       |                       |
| 1984      | Lechosław Michalak     |                       |                       |
| 1985      | Vladimir Poulnikov     |                       |                       |
| 1986      | Uldis Ansons           |                       |                       |
| 1987      | Uldis Ansons           |                       |                       |
| 1988      | Uldis Ansons           |                       |                       |
| 1989      | Grzegorz Rosoliński    |                       |                       |
| 1990      | Sławomir Krawczyk      |                       |                       |
| 1991      | Zbigniew Ludwiniak     |                       |                       |
| 1992-1994 | non disputata          | non disputata         | non disputata         |
| 1995      | Przemysław Mikołajczyk |                       |                       |
| 1996      | Mariusz Bilewski       |                       |                       |
| 1997      | Grzegorz Wajs          |                       |                       |
| 1998      | Przemysław Mikołajczyk |                       |                       |
| 1999      | Grzegorz Rosoliński    |                       |                       |
| 2000      | Hubert Nowak           |                       |                       |
| 2001      | Kazimierz Stafiej      |                       |                       |
| 2002      | Raimondas Vilčinskas   |                       |                       |
| 2003      | Kazimierz Stafiej      | Wojciech Pawlak       | Ján Valach            |
| 2004      | Adam Wadecki           | Grzegorz Żołędziowski | Marcin Lewandowski    |
| 2005      | Gregorz Żołędziowski   | Fabio Masotti         | Robert Radosz         |
| 2006      | Marcin Gębka           | Krzysztof Jeżowski    | Dariusz Rudnicki      |
| 2007      | Tarmo Raudsepp         | Kazimierz Stafiej     | Aleksejs Saramotins   |
| 2008      | Bartłomiej Matysiak    | Radosław Romanik      | Tomasz Lisowicz       |
| 2009      | Tomasz Kiendyś         | Konstantin Klimiankou | Mateusz Taciak        |
| 2010      | Bartłomiej Matysiak    | Mateusz Taciak        | Adrian Honkisz        |
| 2011      | Tomasz Kiendyś         | Radosław Romanik      | Matej Jurčo           |
| 2012      | Damian Walczak         | Anatolij Pachtusov    | Tomasz Smolen         |
| 2013      | Bartłomiej Matysiak    | Mateusz Komar         | Łukasz Bodnar         |
| 2014      | Konrad Dąbkowski       | Grzegorz Stępniak     | Erik Baška            |
| 2015      | Erik Baška             | Grzegorz Stępniak     | Konrad Dabkowski      |
| 2016      | Alois Kaňkovský        | Eryk Latoń            | Bartłomiej Matysiak   |
| 2017      | Alois Kaňkovský        | Eryk Latoń            | Sylwester Janiszewski |
| 2018      | non disputata          | non disputata         | non disputata         |
| 2019      | Norman Vahtra          | Siim Kiskonen         | Norbert Banaszek      |
| 2020      | Felix Groß             | Markus Pajur          | Stanisław Aniołkowski |
| 2021      | Louis Bendixen         | Tord Gudmestad        | Patryk Stosz          |
| 2022      | Jesper Rasch           | Bartlomiej Proc       | Dennis van der Horst  |
| 2023      | Bartosz Rudyk          | Eduard Michael Grosu  | Dennis van der Horst  |
| 2024      | Konrad Czabok          | Alexander Arnt Hansen | Rick Ottema           |
| 2025      | Bartlomiej Proc        | Lars Rouffaer         | Radosław Frątczak     |